# Мусатов, Иван Дмитриевич
Иван Дмитриевич Мусатов (17 [30] сентября 1902, село Тулиновка, Тамбовская губерния — 15 апреля 1984,
Тулиновка, Тамбовская область) — участник Великой Отечественной войны, полный кавалер ордена Славы, младший сержант, наводчик миномёта 1262-го стрелкового полка 380-й Орловской Краснознаменной ордена Суворова стрелковой дивизии 49-й армии 2-го Белорусского фронта.

## Биография
Родился 17 (30) сентября 1902 года в семье рабочего. Русский. Окончил 4 класса. Работал столяром на тулиновской мебельной фабрике.
В Красной Армии с 12 июня 1943 года. В боях Великой Отечественной войны с 20 августа 1943 года. В составе 3-й армии Брянского фронта в участвовал в Орловской и Брянской наступательных операциях. Затем в составе 50-й армии Центрального (с февраля 1944 года — Белорусского; с апреля 1944 года — 2-го Белорусского) фронта участвовал в освобождении Белоруссии, форсировании рек Днепр, Березина, Неман.
14 сентября 1943 года подносчик мин 3-й минометной роты 1262-го стрелкового полка 380 сд красноармеец Мусатов в бою несмотря на сильный обстрел противником советских позиций бесперебойно обеспечивал боеприпасами своё подразделение. 25 сентября 1943 года Приказом № 30/н по 1262 сп был награждён медалью «За отвагу».
29 февраля 1944 года в бою у деревни Яново минометчик 1262-го стрелкового полка 380 сд красноармеец Мусатов в составе расчёта отбил пять контратак противника и уничтожил до 20-и вражеских солдат. 8 марта 1944 года Приказом № 052/н по 1262 сп был награждён второй медалью «За отвагу».
4 июля 1944 года при ликвидации окружённой группировки противника в районе населённого пункта Белая Лужа Могилёвской области наводчик миномёта 1262-го стрелкового полка 380 сд младший сержант Мусатов, форсируя реку Березина под сильным огнём противника, сделал несколько рейсов, перевёз около тридцати ящиков с боеприпасами. В боях на плацдарме участвовал в отражении четырёх вражеских контратак. В бою спас жизнь командиру роты и огнём из миномёта нанёс большой урон контратакующему противнику. 27 июля 1944 года Приказом по 380 сд № 135/н — награждён орденом Славы 3-й степени.
Член ВКП(б) с июля 1944 года.
С августа 1944 года воевал в составе 49-й армии 2-го Белорусского фронта. Участвовал в освобождении Польши, Восточно-Прусской, Восточно-Померанской и Берлинской операциях.
11-13 сентября 1944 года в боях при освобождении города Ломжа, Польша, наводчик миномёта 1262 сп 380 сд младший сержант Мусатов уничтожил около 15 фашистских солдат и офицеров, две повозки, подавил два пулемёта. 17 октября 1944 года Приказом по 49-й армии № 0132 — награждён орденом Славы 2-й степени.
18-23 апреля 1945 года командир миномёта того же полка и дивизии младший сержант Мусатов с расчётом переправился через реку Одер в районе города Фиддихов земли Бранденбург, Германия, закрепился на левом берегу и отразил десять контратак противника, при этом поразил свыше двадцати вражеских солдат, два пулемёта, подавил орудие.
Войну закончил на Эльбе. Указом Президиума Верховного Совета СССР от 15 мая 1945 года за мужество и героизм, проявленные в борьбе с немецко-фашистскими захватчиками, младший сержант Мусатов Иван Дмитриевич награждён орденом Славы 1-й степени.
В 1945 году был демобилизован. Вернулся в родное село. Работал столяром на мебельной фабрике. Был председателем фабричного комитета профсоюза, секретарём партийной организации.
Умер 15 апреля 1984 года.

## Награды
- орден Славы 1-й степени № 1233 (15.05.1946)
- орден Славы 2-й степени № 8782 (17.10.1944)
- орден Славы 3-й степени № 99042 (27.06.1944)

Медали, в том числе:
- «За отвагу» (25.09.1943)
- «За отвагу» (08.03.1944)
- «За доблестный труд. В ознаменование 100-летия со дня рождения Владимира Ильича Ленина»
- «За победу над Германией в Великой Отечественной войне 1941—1945 гг.»
- «Двадцать лет Победы в Великой Отечественной войне 1941—1945 гг.»
- «Тридцать лет Победы в Великой Отечественной войне 1941—1945 гг.» «УЧАСТНИКУ ВОЙНЫ»
- «Тридцать лет Победы в Великой Отечественной войне 1941—1945 гг.» «УЧАСТНИКУ ТРУДОВОГО ФРОНТА»
- «За доблестный труд в Великой Отечественной войне 1941—1945 гг.»
- «Ветеран труда»
- «50 лет Вооружённых Сил СССР»
- «60 лет Вооружённых Сил СССР»